# Microcorynus longitibialis
Microcorynus longitibialis es una especie de coleóptero de la familia Attelabidae.

## Distribución geográfica
Habita en la India.